# 나무줄기

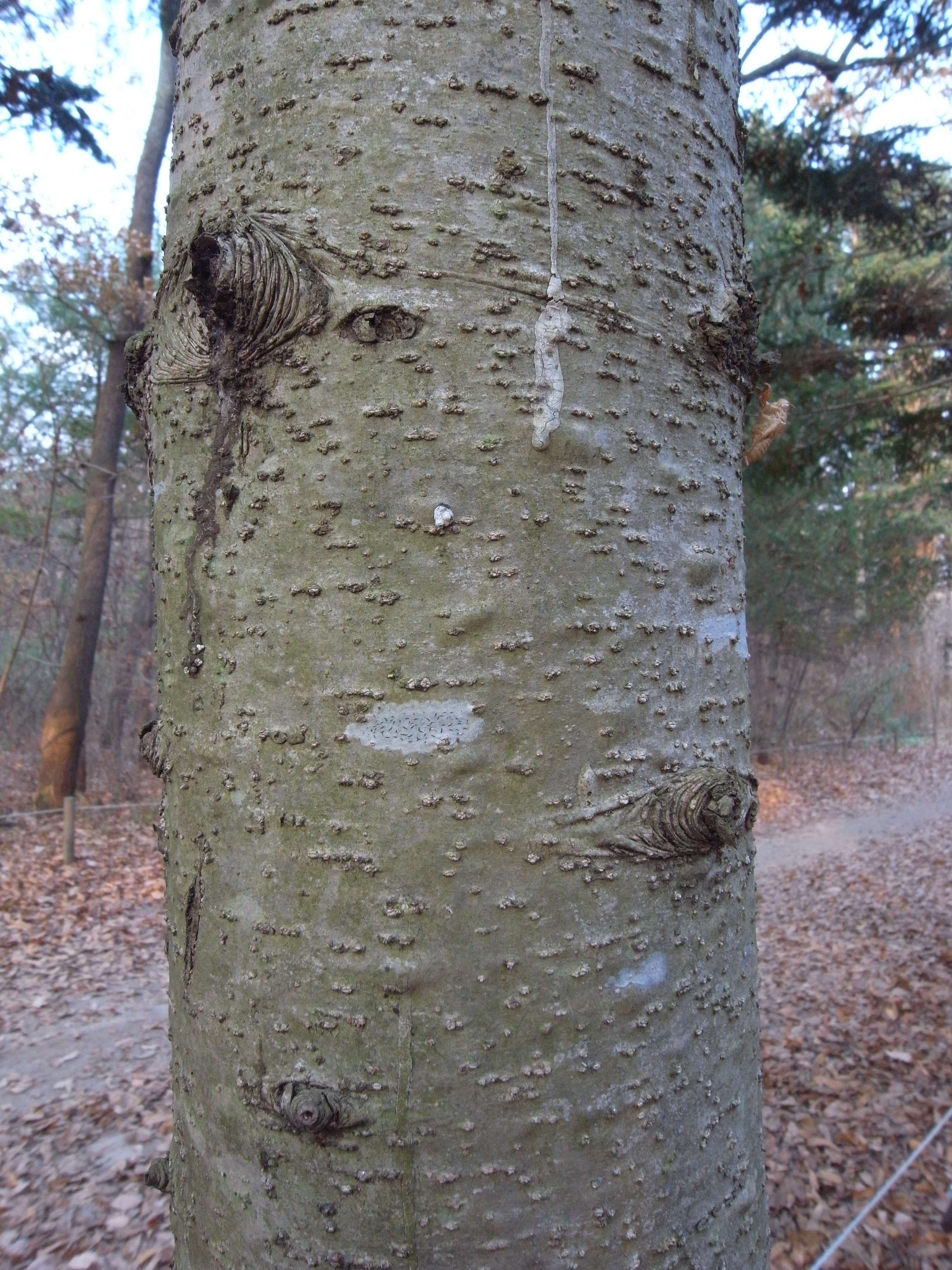
구상나무의 나무줄기

나무줄기 또는 목본경(木本莖)은 목질로 된 줄기로, 나무에서 가지를 치고 잎이 돋아나게 하는 굵은 부분이다. 수간(樹幹)이라고도 부른다. 뿌리와 가까운 밑동을 포함하며, 열매를 맺은 뒤에도 마르지 않는다. 주로 부름켜로 2차 비대 생장을 하는 목본식물에서 보이지만, 종려나 다른 외떡잎식물 등 비목본식물에서도 발견된다.
이 부분 자체를 건드리지 않은 그대로의 나무는 통나무로 부른다.

## 같이 보기
- 나뭇가지
- 나무껍질